# Baba Amr
Baba Amr est un quartier situé dans le sud-ouest de la ville de Homs, en Syrie, regroupant trente mille habitants. Il est connu pour être un endroit de répression du régime de Bachar el-Assad lors de la révolte populaire de 2011-2012 dans le pays. Il est peuplé de musulmans de confession sunnite et est l’un des quartiers les plus pauvres de la ville.

## Histoire

### Naissance d'un quartier
Baba Amr est établi sur une hauteur qui domine la vieille ville. Le sous-sol contient des galeries souterraines et des vestiges antiques que les habitants se gardaient bien de déclarer de peur de voir le terrain confisqué par les services archéologiques. C'était également un foyer du soufisme et plusieurs maîtres soufis sont enterrés près de la vieille mosquée. Une procession annuelle, au printemps, reliait la Mosquée Khalid ibn al-Walid, dans le centre-ville, à celle de Baba Amr,. Cette fête est supprimée en 1953, sous la présidence d'Adib Chichakli qui considérait Homs comme une ville contestataire.
Jusqu'aux années 1950, Baba Amr, « la terre de l'émir », était un village agricole prospère qui fournissait jusqu'à 60% des fruits et légumes consommés dans la ville de Homs ; ses terres appartenaient à deux familles de seigneurs féodaux. La réforme agraire de 1963 exproprie les seigneurs, qui ne gardent qu'une propriété nominale, pour les distribuer aux métayers selon le principe « La terre appartient à celui qui la travaille ». La population augmente rapidement par l'exode rural et des paysans aisés, ne trouvant pas de débouchés dans leur village d'origine, viennent à Baba Amr pour y investir. Des activités industrielles se créent, raffinerie de pétrole, compostage. 

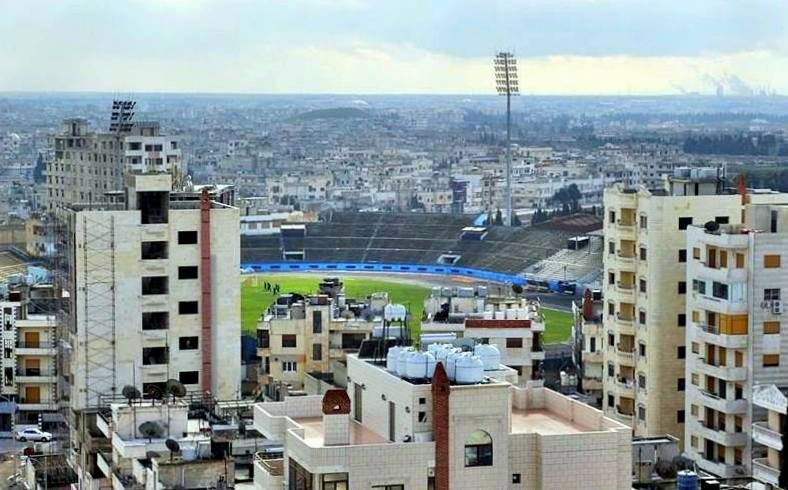
Stade de Homs dominant les quartiers populaires de Baba Amr, 2014.

Les habitants, qu'ils viennent de campagnes éloignées ou du centre-ville, sont musulman sunnites, en majorité des Turkmènes de Syrie parlant leur propre langue, avec des minorités de Kurdes et Arabes. Ils se regroupent par famille étendue. Le quartier, qui atteint 25 000 habitants à la veille du soulèvement, reste négligé par les plans d'aménagement. Bien qu'il compte des équipements importants comme l'université, le chemin de fer, le stade Khaled bin Walid et le centre équestre, les habitants vivent généralement dans des maisons basses, à toit plat, en blocs de béton, construites en fonction des opportunités à partir des grandes avenues, auxquelles s'ajoutent des  boutiques, des ateliers artisanaux et des petites industries, ne laissant pour la circulation que des ruelles étroites et sinueuses.
À partir  de 2009, la libéralisation de l'économie entraîne une bulle immobilière et une construction massive de logements neufs : maisons et terrains sont vendus et revendus dans un climat de spéculation et de corruption, laissant les anciens habitants dépossédés et frustrés, ce qui contribuera à l'éclosion de la révolte : les hautes terrasses des nouveaux immeubles deviennent alors des plateformes de tir.

### Soulèvement syrien de 2011-2012

#### Siège de Baba Amr

Quartiers bombardés en février 2012 pendant le siège de Homs.

Le régime du président Bachar el-Assad exerce un massacre sur la population sans précédent depuis mars 2011, soit depuis le début de la contestation. Deux tiers de la population ont quitté Baba Amr, encerclés par l’armée qui compte au moins douze points de contrôle aux entrées du quartier.
Les habitants restés dans le quartier sont en général des opposants au régime, mais aussi les plus pauvres, n’ayant nulle part ailleurs où aller. Ceux-ci ne peuvent plus quitter leur quartier, ni même emprunter certaines rues, car les soldats sont présents sur les toits de certains immeubles. L’avenue principale est désormais baptisée la « route des snipers » et est impraticable en voiture et à pied.
Baba Amr n’est plus qu’un champ de ruines, où s’entassent les habitants, qui n’ont plus d’eau, d’électricité, et de gaz, coupés par l’armée, et ayant le plus grand mal à trouver des produits de première nécessité.
Baba Amr est la cible de bombardements quotidiens continus depuis le 4 février 2012.
Le 1er mars 2012, l’armée syrienne a pris le contrôle de tout le quartier rebelle de Baba Amr, pilonné sans interruption depuis 26 jours par l’artillerie de campagne et les chars.
Les équipes de la Croix-Rouge et du Croissant-Rouge syrien ne pouvaient toujours pas pénétrer dans le quartier de Baba Amr le 4 mars, malgré le feu vert des autorités au Comité international de la Croix-Rouge (CICR).

#### Mort de deux journalistes
Le 22 février 2012, Rémi Ochlik un photojournaliste français de l’agence IP3 Press, entré clandestinement dans le pays, est tué aux côtés de la journaliste américaine Marie Colvin, 56 ans, du Sunday Times dans le bombardement d’une maison du quartier transformée en centre de presse où il se trouvaient.
Édith Bouvier, une journaliste indépendante travaillant pour Le Figaro et Radio France internationale  et Paul Conroy, photojournaliste indépendant ont été blessés au cours de la même attaque. Avec William Daniels, photographe pour le Figaro Magazine et Time Magazine, et Javier Espinosa d’El Mundo, ils restent bloqués à Homs. Après six jours de difficiles négociations menées pas le CICR et le Croissant-Rouge syrien, et dans une grande confusion quant au sort d’Édith Bouvier, seul Paul Conroy a pu être évacué vers le Liban le 28 février 2012. Selon l’ONG Avaaz, au moins treize militants syriens sont morts dans cette opération d’exfiltration. Le 29 février, Javier Espinosa est évacué vers le Liban. Édith Bouvier et William Daniels ont été exfiltrés vers le Liban le 1er mars 2012.Ils sont arrivés en France le 2 mars.
Les corps de Rémi Ochlik et de Marie Colvin sont rapatriés en France le 4 mars 2012.